# Photonectes
Photonectes es un género de peces que pertenece a la familia Stomiidae.

## Especies
Especies reconocidas del género:
- Photonectes achirus Regan & Trewavas, 1930
- Photonectes albipennis (Döderlein (de), 1882)
- Photonectes barnetti Klepadlo, 2011[2]
- Photonectes braueri (Zugmayer, 1913)
- Photonectes caerulescens Regan & Trewavas, 1930
- Photonectes coffea Klepadlo, 2011[2]
- Photonectes corynodes Klepadlo, 2011[2]
- Photonectes dinema Regan & Trewavas, 1930
- Photonectes gorodinskii Prokofiev, 2015[3]
- Photonectes gracilis Goode & T. H. Bean, 1896
- Photonectes leucospilus Regan & Trewavas, 1930
- Photonectes litvinovi Prokofiev, 2014[4]
- Photonectes margarita (Goode & T. H. Bean, 1896)
- Photonectes mirabilis A. E. Parr, 1927
- Photonectes munificus Gibbs, 1968
- Photonectes parvimanus Regan & Trewavas, 1930
- Photonectes paxtoni Flynn & Klepadlo, 2013[5]
- Photonectes phyllopogon Regan & Trewavas, 1930
- Photonectes uncinatus Prokofiev, 2015[3]
- Photonectes waitti Flynn & Klepadlo, 2013[5]